# ヨアヒム・ネアンダー

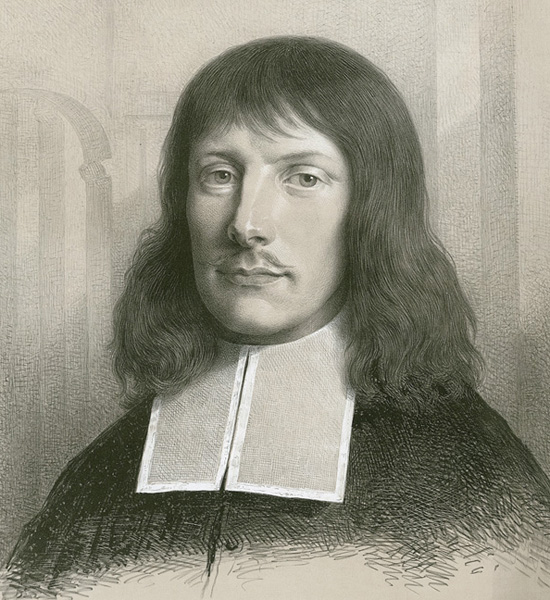
Joachim Neander.

ヨアヒム・ネアンダー（Joachim Neander, 1650年 - 1680年5月31日）は、ドイツ改革派教会（カルヴァン派）の教師、神学者である。また、賛美歌作者として知られる。本名はヨアヒム・ノイマン（Joachim Neumann）。

## 生涯
ブレーメンの生まれで、父はラテン語教師であった。音楽家だった祖父は、当時の流行に従って姓をノイマン（Neumann、"新しい人"）から同義のギリシア語ネアンデル (Neander) に変更した。
父の死後、ネアンダーは経済的理由から有名大学での勉学を断念し、1666年から1670年の間、不承不承、郷里で神学を学んだ。勉学を終える少し前にテオドール・ウンデライク (Theodor Undereyk) の説教を聴き、ようやく彼の信条は真剣なものとなった。
1671年、ネアンダーはハイデルベルクで家庭教師となり、1674年にはデュッセルドルフのラテン語学校の教師となり、次いで聖職者となった。ここに住んでいる間、彼は好んで近くのデュッセル川の谷に赴き、その自然から彼の詩作の着想を得た。彼はまた、その谷で度々集会や礼拝を催し、講話を行った。19世紀初頭に、この谷は彼を顕章して 「ネアンデル谷（ネアンデルタール）」 と改称された。1856年にはこの谷でネアンデルタール人の化石が発見され、有名になった。
1679年、ネアンダーはブレーメンの牧師となった。デュッセルドルフでは彼が一般人に人気があって、教会の運営に支障が発生したためである。1年後、ネアンダーは結核のため、30歳で死去した。

## 讃美歌の作曲
彼の作詞による最も有名な賛美歌は 「Lobet den Herren, den mächtigen König der Ehren」 (讃えよ、力強き栄光の王なる主を) で、キリスト教会では広く、重要な賛美歌の一つと見なされており、大抵の賛美歌集に掲載されている。
- 日本の賛美歌集の例では、『讃美歌』 (1954年版) 9番 「ちからの主を」、『讃美歌21』 (1997年) 7番 「ほめたたえよ、力強き主を」、『聖歌』 (1958年版) 89番 「たたえまつれ」、『新聖歌』 (2001年) 9番 「力の主を」 等。

ネアンダーは約60首の賛美歌を書き、その多くに曲を付けている。彼は多くの人によって、宗教改革後のドイツで最初の重要な賛美歌作者と考えられており、ドイツ改革派教会の傑出した賛美歌作者と見なされている。

## 脚註
1. ↑  舞台ドイツ語ではヨアヒム・ネアンデルと発音される。